# Konference OSN o změně klimatu
Konference OSN o změně klimatu jsou každoroční konference pořádané při Rámcové úmluvě OSN o změně klimatu (UNFCCC). Slouží jako formální zasedání smluvních stran UNFCCC k posouzení pokroku pro řešení změn klimatu a počínaje polovinou 90. let ke sjednávání Kjótského protokolu o stanovení právně závazných povinností rozvinutých zemí snížit jejich emise skleníkových plynů. Od roku 2005 je funkce konference také jako „konference smluvních stran sloužící jako setkání smluvních stran Kjótského protokolu“ (CMP). Smluvní strany úmluvy, které nejsou smluvními stranami protokolu, se rovněž mohou účastnit schůzek souvisejících s protokolem jako pozorovatelé. Od roku 2011 se tyto schůzky využívají také k vyjednávání Pařížské dohody v rámci činností platformy Durban až do jejího uzavření v roce 2015, což určilo směr k opatření v oblasti změny klimatu.
První konference OSN o změně klimatu se konala v roce 1995 v Berlíně.

## 1995: 1. konference COP, Berlín, Německo
První konference smluvních stran Úmluvy (anglicky Conference of Parties, zkratka COP; jednotlivé konference se pak označovaly jako COP1, COP2 atd.) se konala 28. března–7. dubna 1995 v Berlíně. Do té doby ratifikovalo Úmluvu 127 zemí, které se konference účastnily jako strany Úmluvy. Jak již bylo řečeno, Úmluva je rámcový dokument, který může být opatřen dalšími dokumenty (protokoly, dodatky apod.). To umožňuje, aby se agenda kolem Úmluvy rozvíjela, aniž by při vyjednávání dalších detailů byl otvírán základní text, který je výsledkem těžce dosaženého kompromisu. Příprava protokolů je tak nejschůdnější cestou k modifikaci Úmluvy, která umožňuje značnou flexibilitu vyjednávání.
Nejdůležitějším bodem programu berlínské konference bylo zkoumání adekvátnosti závazků. Podle čl. 4.2(d) úmluvy je první Konference stran úmluvy povinna takové zkoumání provést, aby bylo zřejmé, zda současné závazky dle čl. 4.2(a) a (b) odpovídají cíli Úmluvy (čl. 2). Již před Berlínskou konferencí byl předložen stranám Úmluvy návrh protokolu zpracovaný Asociací malých ostrovních států a dále dokument nazvaný „Elementy protokolu“, který připravilo Německo. V obou dokumentech je požadováno stanovení závazných emisních limitů a časových termínů.

#### Přijetí Berlínského mandátu
Velkým úspěchem berlínské konference bylo přijetí takzvaného Berlínského mandátu (angl. Berlin Mandate). Berlínský mandát byl revizí stávající smlouvy Rámcové úmluvy OSN o změně klimatu platné od 21. března 1994. Revize byla zaměřená na článek 4, konkrétně paragrafy 2(a) a 2(b) Rámcové úmluvy. Strany Rámcové úmluvy došly k závěru, že současné závazky nejsou adekvátní a že je třeba přijmout cíle jdoucí za rok 2000, a to včetně příslušných emisních limitů. Tyto nové ambicioznější cíle měly být obsaženy právě v revidovaných podparagrafech 2(a) a 2(b) článku 4. Toho mělo být dosaženo skrze přijetí protokolu nebo jiného zákonného instrumentu. Vycházeje z obtížnosti vyjednávání a z neschopnosti první Konference stran rozřešit v krátkém čase velké množství otázek, strany Úmluvy ustavily Ad hoc skupinu pro další vyjednávání berlínského mandátu (AGBM). Úkolem této skupiny bylo připravit pro konferenci v Kjótu text dokumentu, který by obsahoval závazné kroky ke snížení emisí a jejich časový rámec.

## 1996: 2. konference COP, Ženeva, Švýcarsko
Druhá konference COP se konala 8. – 19. července 1996 v Ženevě ve Švýcarsku. Její ministerské prohlášení bylo zaznamenáno (ale nebylo přijato) 18. července 1996 a reflektovalo prohlášení Spojených států o postoji, který předložil Timothy Wirth, bývalý ministr zahraničí Spojených států amerických na tomto zasedání, které:
1. Přijalo vědecká zjištění o změně klimatu, která byla nabídnuta Mezivládním panelem pro změnu klimatu (IPCC) v jeho Druhé hodnotící zprávě (1995);
2. Odmítlo jednotné „harmonizované politiky“ ve prospěch flexibility;
3. Vyzvalo k „právně závazným střednědobým cílům“.

## 1997: 3. konference COP, Kjóto, Japonsko
Třetí mezinárodní konference COP se konala v prosinci 1997 v Kjótu v Japonsku. 
V průběhu let 1996–1997 jednání neučinila velký pokrok. Nejradikálnější návrh na 15% snížení emisí do roku 2010 předložila Evropská unie, přičemž snížení se vztahovalo k roku 1990. Návrhu oponovala nejen celá řada zemí OECD, ale i země Organizace zemí vyvážejících ropu. Ještě několik hodin před zakončením konference v Kjótu nebylo zřejmé, zda text protokolu přijatelný pro všech 160 zemí bude přijat.
Nakonec byl poslední den konference, 10. prosince 1997, přijat text protokolu, který umožňuje zemím Dodatku I (průmyslově rozvinuté země) jistou flexibilitu a jako první krok této skupině ukládá povinnost zredukovat své emise o 5,2 %, ale připustil i tzv. Flexibilní mechanismy:
- obchodování s emisemi;
- společně zaváděná opatření;
- mechanismus čistého rozvoje.

Většina průmyslově vyspělých zemí a některé středoevropské ekonomiky v transformaci (všechny definované jako země Annex B) souhlasily s právně závazným snížením emisí skleníkových plynů v průměru o 6 až 8 % pod úroveň z roku 1990, a to mezi roky 2008–2012, které byly definovány jako první emisní rozpočtové období. Spojené státy by byly povinny snížit své celkové emise v průměru o 7 % pod úroveň roku 1990. Kongres však smlouvu neratifikoval poté, co ji Clinton podepsal. Bushova administrativa tento protokol v roce 2001 výslovně zamítla.

## 1998: 4. konference COP, Buenos Aires, Argentina
Čtvrtá konference se konala v listopadu 1998 v Buenos Aires v Argentině. Očekávalo se, že zbývající problémy, které nebyly vyřešené v Kjótu, budou dokončeny na tomto zasedání. Ovšem ukázalo se jako příliš obtížné dojít ke shodě v těchto otázkách a strany místo toho přijaly dvouletý „Akční plán“, aby pokročily v úsilí a navrhly mechanismy pro zavedení Kjótského protokolu, které mají být dokončeny do roku 2000. Během této konference se Argentina a Kazachstán vyjádřili, že přijmou svůj závazek ke snižování emisí skleníkových plynů. Byly to první dvě země, které tak učinily a které nebyly členy dohody.

## 1999: 5. konference COP, Bonn, Německo
Pátá konference COP měla místo v německém Bonnu 25. října – 5. listopadu 1999. Tato konference byla především "technické setkání" a nedospělo se na ní k žádným zásadním závěrům.

## 2000: 6. konference COP, Haag, Nizozemí
Šestá konference COP se konala ve dnech 13. – 25. listopadu 2000 v Haagu v Nizozemsku. Diskuse se rapidně vyvinuly v jednání na vysoké úrovni o hlavních politických problémech. Jednalo se o: zásadní kontroverzi u návrhu Spojených států povolit kredity na „zachytávání uhlíku“ v lesích a zemědělských pozemcích, které by tímto způsobem uspokojily velkou část snižování emisí v USA; neshody ohledně důsledků při nedodržování předpisů ze strany zemí, které nesplnily své cíle v oblasti snižování emisí; a problémy při řešení toho, jak by rozvojové země mohly získat finanční pomoc při řešení nepříznivých dopadů změny klimatu a při plnění svých povinností plánovat měření a případně snižování emisí skleníkových plynů. Přestože Spojené státy udělaly určité kompromisy s některými zeměmi EU (zejména s Velkou Británií), země EU jako celek (vedené Dánskem a Německem) odmítly během posledních hodin konference kompromisní postoje, a veškeré domluvy v Haagu se tak zhroutily. Jan Pronk, předseda šesté konference COP, ji přerušil s očekáváním, že se vyjednávání později obnoví. Poté bylo oznámeno, že zasedání šesté konference budou obnovena v německém Bonnu v druhé polovině července. Příští pravidelně plánované zasedání stran UNFCCC bylo stanoveno v Marrákeši v Maroku mezi říjnem až listopadem 2001.

## 2001: 6. konference COP (pokračování), Bonn, Německo
Jednání Šesté konference pokračovala ve dnech 17. – 27. července 2001 v německém Bonnu aniž by jim předcházel kloudný pokrok u řešení neshod, které v Haagu vyvolaly bezvýchodnou situaci. Mezitím se George W. Bush stal prezidentem Spojených států a v březnu 2001 odmítl Kjótský protokol. V důsledku toho se delegace Spojených států na této schůzce odmítla účastnit jednání souvisejících s protokolem, a rozhodla se být přítomna pouze jako pozorovatel. K překvapení většiny lidí, co konferenci sledovali a moc od ní neočekávali, došlo díky jednání ostatních stran ohledně klíčových otázek ke shodě u většiny politických témat. Dohody obsahovaly:
1. Flexibilní mechanismy: „Mechanismy flexibility“, které Spojené státy silně upřednostňovaly při původním sestavování protokolu, včetně obchodování s emisemi, Společného provádění (JI) a Mechanismu čistého rozvoje (CDM), který umožňuje průmyslovým zemím financovat činnosti na snižování emisí v rozvojových zemích jako alternativu k domácímu snižování emisí. Jedním z klíčových prvků této dohody bylo, že by neexistoval žádný kvantitativní limit na kredit, který by si země mohla připsat díky použití těchto mechanismů, ovšem za předpokladu, že i vnitrostátní opatření by měla významný podíl na splnění emisního cíle dané země Annexu B.
2. Propady uhlíku: Bylo dohodnuto, že bude možné získat kredity z činností na pohlcování uhlíku z atmosféry nebo jeho ukládání, včetně managementu lesů a orné půdy a obnovy vegetace, bez celkového limitu na výši kreditu, který by země mohla uplatnit za aktivity spojené s propady uhlíku. V případě správy lesů stanoví Appendix Z pro každou zemi uvedenou v Annex I specifický maximální limit. Japonsku by tedy mohl být připsán maximální limit 13 milionů tun (což představuje asi 4 % jeho emisí v základním roce). V případě obhospodařování půd mohly země získat kredit pouze za zvýšení sekvestrace uhlíku převyšující úrovně z roku 1990.
3. Dodržování: Konečné opatření týkající se postupů a mechanismů, jak řešily nedodržování ustanovení protokolu, bylo odloženo na Sedmou konferenci CO. Byly ale formulovány návrhy reakcí na nesplnění emisních cílů, jako: nesplněné tuny emisního cíle v dalším cílovém období nejen "dohnat", ale ubrat jich ještě o 30 % více[5]; pozastavení práva na prodej kreditů; povinnost vytvořt akční plán, jak emisní cil dodržet.
4. Financování: Došlo k dohodě o zřízení tří nových fondů pro poskytování pomoci potřebám spojeným se změnou klimatu: (1) fond pro změnu klimatu, který podporuje řadu klimatických opatření; (2) fond nejméně rozvinutých zemí na podporu Národních akčních programů adaptace (National Adaptation Programs of Action); a (3) Adaptační fond Kjótského protokolu podporovaný odvodem CDM a dobrovolnými příspěvky.

Řada provozních podrobností souvisejících s těmito rozhodnutími byla zanechána k jednání a rozhodování, což byly hlavní otázky, o kterých se jednalo na zasedání Sedmé konference COP, které následovalo.

## 2001: 7. konference COP, Marrakéš, Maroko
Na zasedání Sedmé konference COP v Marrákeši v Maroku od 29. října do 10. listopadu 2001 ukončili vyjednavači práci na Akčním plánu Buenos Aires, dokončili většinu operačních podrobností a stanovili podmínky pro ratifikaci Kjótského protokolu. Kompletní balík rozhodnutí je známý jako Marrakéšské dohody. Delegace Spojených států si zachovala svou roli pozorovatele a odmítla se aktivně účastnit jednání. Ostatní strany nadále vyjadřovaly naději, že se Spojené státy do procesu v určitém okamžiku znovu zapojí a usilovaly o dosažení ratifikace Kjótského protokolu požadovaným počtem zemí, aby tento protokol vstoupil v platnost (k ratifikaci bylo zapotřebí 55 zemí, včetně těch které v roce 1990 tvořily 55 % emisí oxidu uhličitého ve vyspělých zemích). Datum Světového summitu o udržitelném rozvoji (srpen – září 2002) bylo navrženo jako uvedení Kjótského protokolu v platnost. Světový summit o udržitelném rozvoji (WSSD) se měl konat v Johannesburgu v Jižní Africe.
Hlavní rozhodnutí na Sedmé konferenci COP zahrnovala:
- Provozní pravidla pro mezinárodní obchodování s emisemi mezi stranami protokolu a pro CDM a společné provádění;
- Režim dodržování, který nastínil důsledky nesplnění emisních cílů, ale odložil stranám protokolu, jakmile vstoupí v platnost, rozhodnutí o tom, zda by tyto důsledky byly právně závazné;
- Účetní postupy pro mechanismy flexibility;
- Rozhodnutí zvážit na Osmé konferenci COP, jak dosáhnout přezkumu přiměřenosti závazků, který by mohl vést k diskusím o budoucích závazcích rozvojových zemí.

## 2002: 8. konference COP, Nové Dillí, Indie
V období od 23. října do 1. listopadu 2002 přijala Osmá konference COP v Novém Dillí prohlášení ministrů z Dillí, které mimo jiné vyzvalo vyspělé země k předání technologií rozvojovým zemím a minimalizování dopadů změn klimatu u rozvojových zemí. Rovněž je schválen pracovní program Nového Dillí k Úmluvě u Článku 6. Osmá konference byla poznamenána váháním od Ruska, které prohlásilo, že potřebuje více času na přemýšlení. Kjótský protokol by mohl vstoupit v platnost, jakmile bude ratifikován 55 zeměmi, včetně zemí zodpovědných za 55 % emisí oxidu uhličitého u rozvinutých zemí z roku 1990. Vzhledem k tomu, že Spojené státy americké (36,1 % podíl oxidu uhličitého v rozvinutých zemích) a Austrálie odmítly ratifikaci, byl pro splnění ratifikačních kritérií nutný souhlas Ruska (17 % celosvětových emisí v roce 1990), čímž mohlo Rusko proces ratifikace zdržovat.

## 2003: 9. konference COP, Milán, Itálie
Devátá konference se konala 1. – 12. prosince 2003 v Miláně v Itálii. Strany se dohodly, že využijí Adaptační fond zřízený na Sedmé konferenci COP v roce 2001 zejména na podporu rozvojových zemí, aby se mohly lépe přizpůsobit změně klimatu. Fond by se také použil na budování kapacit prostřednictvím přenosu technologií. Na deváté konferenci se strany rovněž dohodly k přezkumu prvních národních zpráv předložených 110 zeměmi, které nejsou součástí Annex I.

## 2004: 10. konference COP, Buenos Aires, Argentina
Desátá konference COP se konala 6. – 17. prosince 2004. Tato konference projednávala pokrok, kterého se dosáhlo od první konference smluvních stran před deseti lety, a budoucí výzvy s důrazem na zmírňování změny klimatu a přizpůsobení se této změně. Pro podporu rozvojových zemí k adaptaci na změnu klimatu byl přijat Akční plán Buenos Aires. Strany rovněž zahájily diskusi o mechanismu po skončení platnosti Kjótského protokolu ohledně způsobu přidělení povinnosti snižování emisí po roce 2012, kdy končí první závazkové období.

## 2005: 11. konference COP/CMP 1, Montreal, Kanada
Jedenáctá konference COP/ CMP 1 se konala od 28. listopadu do 9. prosince 2005 v Montrealu v Quebecu v Kanadě. Byla to první Konference smluvních stran sloužící jako Meeting stran Kjótského Protokolu (CMP 1), od jejich úvodního setkání v Kjótu v roce 1997. Jednalo se o jednu z největších mezivládních konferencí o změně klimatu vůbec. Událost znamenala vstup Kjótského protokolu v platnost. Hostila více než 10 000 delegátů a byla jednou z největších kanadských mezinárodních akcí vůbec a největším shromážděním v Montrealu od Expo 67. Montrealský akční plán byl dohodou o „prodloužení životnosti Kjótského protokolu po datu vypršení jeho platnosti v roce 2012 a vyjednávání o hlubším snížení emisí skleníkových plynů“. Kanadský ministr životního prostředí v té době Stéphane Dion uvedl, že dohoda poskytuje „mapu budoucnosti“.

## 2006: 12. konference COP/CMP 2, Nairobi, Keňa
Dvanáctá konference COP/CMP 2 se uskutečnila 6. – 17. listopadu 2006 v Nairobi v Keni. Na schůzce reportér BBC Richard Black vytvořil frázi „klimatičtí turisté“, aby popsal některé delegáty, kteří se zúčastnili, aby „viděli Afriku, vyfotili divokou zvěř, chudé, umírající africké děti a ženy“. Black také poznamenal, že kvůli obavám delegátů o ekonomické náklady a možné ztráty konkurenceschopnosti se většina diskusí vyhýbala zmínce o snižování emisí. Black dospěl k závěru, že to byl rozpor mezi politickým procesem a vědeckým imperativem. Navzdory této kritice byly na Dvanácté konferenci učiněny určité pokroky, a to i v oblastech podpory rozvojových zemí a mechanismu čistého rozvoje. Strany přijaly pětiletý pracovní plán na podporu přizpůsobení se změně klimatu pro rozvojové země a dohodly se na postupech a způsobech adaptačního fondu. Rovněž se dohodly na zlepšení projektů mechanismu čistého rozvoje.

## 2007: 13. konference COP/ CMP 3, Bali, Indonésie
Třináctá konference COP/ CMP 3 se konala ve dnech 3. – 17. prosince 2007 v Nusa Dua na Bali v Indonésii. Přijetím akčního plánu z Bali bylo dosaženo dohody o harmonogramu a strukturovaném vyjednávání o rámci po roce 2012 (konec prvního závazkového období Kjótského protokolu). Jako nový pomocný orgán byla zřízena Pracovní skupina Ad Hoc pro dlouhodobou spolupráci podle úmluvy (AWG-LCA), která vede jednání zaměřená na naléhavé posílení provádění úmluvy do roku 2012 a později. Rozhodnutí 9/CP.13 je dodatkem Pracovního programu Nové Dillí. Tato jednání se konala během roku 2008 (vedoucí ke Čtrnácté konferenci COP/CMP 4 v Poznani v Polsku) a 2009 (vedoucí k Patnácté konferenci COP/CMP 5 v Kodani).

## 2008: 14. konference COP/CMP 4, Poznaň, Polsko
Čtrnáctá konference COP/CMP 4 se konala 1. – 12. prosince 2008 v Poznani, v Polsku. Delegáti se dohodli na zásadách financování fondu s cílem pomoci nejchudším národům vyrovnat se s dopady změny klimatu a schválili mechanismus začlenění ochrany lesů do úsilí mezinárodního společenství v boji proti změně klimatu.
Hlavním cílem konference byla jednání o následníkovi Kjótského protokolu.

## 2009: 15. konference COP/CMP 5, Kodaň, Dánsko
Patnáctá konference COP se konala v Kodani v Dánsku ve dnech 7.–18. prosince 2009. Hlavním cílem Konference Organizace spojených národů o změně klimatu COP 15/CMP 5 v Dánsku bylo vytvořit ambiciózní globální dohodu o klimatu na období od roku 2012, kdy vyprší první závazkové období podle Kjótského protokolu. Dne 14. listopadu 2009 však New York Times oznámil, že „prezident Obama a další světoví vůdci se rozhodli odložit obtížný úkol dosáhnout dohody o změně klimatu ... místo toho se dohodli, že úkolem konference v Kodani bude vytvořit méně specifickou „politicky závaznou“ dohodu, která by ty nejobtížnější problémy nechala budoucnosti“. Setkání v Kodani se zúčastnili ministři a úředníci ze 192 zemí a kromě toho zde byli účastníci z mnoha organizací občanské společnosti. Vzhledem k tomu, že mnoho rozvinutých zemí uvedených v Annex 1 se zdráhalo plnit závazky vyplývající z Kjótského protokolu, byla velká část diplomatické práce provedena až po Patnácté konferenci COP.
Konference nedosáhla závazné dohody o dlouhodobých akcích. „Politická dohoda“ o 13 odstavcích byla sjednána přibližně 25 stranami včetně USA a Číny, ale COP ji pouze „vzala na vědomí“, protože se považuje za externí dokument, který nebyl sjednán v rámci procesu UNFCCC. Tato dohoda byla pozoruhodná v tom, že odkazovala na kolektivní závazek rozvinutých zemí ohledně nových a dodatečných zdrojů, včetně lesnictví a investic prostřednictvím mezinárodních institucí, které se přiblíží k 30 miliardám dolarů na období 2010–2012. O dlouhodobých možnostech klimatického financování uvedených v dohodě se diskutovalo v Poradní skupině generálního tajemníka OSN na vysoké úrovni pro klimatické financování, která měla předložit zprávu v listopadu 2010. Jednání o prodloužení platnosti Kjótského protokolu měla nevyřešené otázky, stejně jako jednání o rámci pro dlouhodobou spolupráci.

## 2010: 16. konference COP/CMP 6, Cancún, Mexiko
Šestnáctá konference COP se konala v Cancúnu v Mexiku od 28. listopadu do 10. prosince v roce 2010.
Výsledkem summitu byla tzv. Cancúnská dohoda. Rozvinuté státy se zavázaly, že budou do fondu společně přispívat od roku 2010 cca 10 mld USD ročně s postupným nárůstem až na 100 mld USD ročně v roce 2020 –  na „ Zelený klimatický fond“ a vznik sítě a „Centra pro klimatické technologie“. Financování Zeleného klimatického fondu však nebylo dohodnuto. Nebyl dohodnut ani závazek k druhému období Kjótského protokolu, ale dospělo se k závěru, že základním rokem bude rok 1990 a že potenciály globálního oteplování budou převzaty od IPCC.
Všechny strany „ Uznávajíce, že změna klimatu představuje naléhavou a potenciálně nevratnou hrozbu pro lidskou společnost a planetu, a proto vyžaduje, aby ji urgentně řešily všechny strany.“ COP 16 uznává cíl čtvrté hodnotící zprávy IPCC „ne více než 2 °C globálního oteplení“, přičemž všechny strany by měly přijmout naléhavá opatření k jeho dosažení. Strany se rovněž se shodly, že maximum ročních emisí skleníkových plynů by mělo být dosaženo so nejdříve, ale uznávají, že časový rámec pro dosažení vrcholu bude v rozvojových zemích delší, protože sociální a hospodářský rozvoj a odstranění chudoby jsou první a hlavní priority těchto zemí.

## 2011: 17. konference COP/CMP 7, Durban, Jihoafrická republika
Sedmnáctá konference COP se konala v Durbanu v Jižní Africe od 28. listopadu do 9. prosince v roce 2011.
Po dvoudenním prodloužení trvání konference se nakonec podařilo dojednat druhé období platnosti Kjótského protokolu, konkrétní závazky pro snižování emisí skleníkových plynů však 35 signatářských zemí mělo doplnit teprve v květnu 2012. Do vyjednávání významně zasáhla Kanada, která oznámila, že odstupuje od svých závazků daných Kjótským protokolem z roku 1997. Delegáti 194 zemí se také shodli na harmonogramu přípravy nové globální klimatické dohody, která bude zahrnovat všechny významné znečišťovatele. Její podoba měla být vyjednána do roku 2015 a platit měla od roku 2020. Podpořeno bylo také fungování Zeleného klimatického fondu k financování klimatických opatření v rozvojových zemích, zdroje pro jeho financování však zůstaly otevřené. Fond měl distribuovat 100 miliard dolarů ročně na pomoc chudým zemím, aby se přizpůsobily dopadům změn klimatu.
Zatímco předseda konference Maite Nkoana-Mashabane to prohlásil za úspěch, vědci a environmentální spolky varovali, že dohoda nestačí k tomu, aby se zabránilo globálnímu oteplení nad 2 °C, jelikož jsou třeba naléhavější opatření.

## 2012: 18. konference COP/CMP 8, Dauhá, Katar
Katar hostil Osmnáctou konferenci COP, která se konala v Dauhá od 26. listopadu do 7. prosince 2012. Konference vytvořila balík dokumentů společně nazvaný The Doha Climate Gateway. Mezi hlavní výstupy konference patří:
1. Prodloužení platnosti Kjótského protokolu do roku 2020. K novým závazkům pro snižování emisí se zavázaly členské země EU, Austrálie, Bělorusko, Chorvatsko, Island, Kazachstán, Norsko, Švýcarsko a Ukrajina; není nicméně jisté, že všichni jmenovaní dodatek k Protokolu skutečně ratifikují. Během následujících osmi let mají tyto státy společně snížit emise o 18 % oproti úrovni v roce 1990, přičemž v roce 2014 má dojít k přehodnocení a eventuálnímu navýšení těchto cílů.
2. Byl schválen harmonogram práce na nové celosvětové klimatické dohodě, jejíž text má být schválen v roce 2015.
3. Bylo vybráno sídlo Zeleného Klimatického fondu, kterým bude jihokorejské město Songdo.
4. Německo, Spojené království, Francie, Dánsko, Švédsko a Evropská komise oznámily konkrétní výši finančních prostředků, které do roku 2015 vyčlení na mitigační a adaptační projekty v rozvojových zemích (celkem cca 6 mld USD).
Rusko, Bělorusko a Ukrajina vznesly námitky na konci zasedání, protože na to měli právo podle pravidel zasedání. Na závěr konference předseda uvedl, že tyto námitky zaznamená ve své závěrečné zprávě.

## 2013: 19- konference COP/CMP 9, Varšava, Polsko
Konala se od 11. do 23. listopadu 2013. Byl na ní navržen Varšavský mechanismus pro ztráty a škody.

## 2014: 20. konference COP/CMP 10, Lima, Peru
Ve dnech 1. až 12. prosince 2014. Příprava k ní se konala ve Venezuele.

## 2015: 21. konference COP/CMP 11, Paříž, Francie
COP 21 probíhala v Paříži od 30. listopadu do 12. prosince 2015. Jednání vyústila v přijetí Pařížské dohody dne 12. prosince, která upravuje opatření ke změně klimatu od roku 2020. Přijetím této dohody byla ukončena práce platformy Durban, která byla zřízena během Sedmnácté konference COP. Dohoda vstoupila v platnost (a stala se tak plně účinnou) 4. listopadu 2016. Dne 4. října 2016 bylo dosaženo prahové hodnoty pro přijetí, kdy Pařížskou dohodu ratifikovalo více než 55 zemí, které představují nejméně 55 % světových emisí skleníkových plynů.

## 2016: 22. druhá konference COP/CMP 12 /CMA 1, Marrákeš, Maroko
COP 22 se konala od 7. do 18. listopadu 2016. Ústředním problémem je nedostatek vody, čistota vody a udržitelnost související s vodou, což je hlavní problém rozvojového světa, včetně mnoha afrických států. Před touto akcí předsedal zvláštní iniciativu o vodě Charafat Afailal, marocký ministr pro vodu a Aziz Mekouar, velvyslanec dvaadvacáté COP pro mnohostranná jednání. Dalším ústředním tématem byla potřeba snížit emise skleníkových plynů a využívat nízkouhlíkové energetické zdroje. Předseda Valného shromáždění OSN Peter Thomson vyzval k transformaci světové ekonomiky ve všech odvětvích, aby se dosáhlo světové ekonomiky s nízkými emisemi.

## 2017: 23. konference COP/CMP 13 /CMA 1-2, Bonn, Německo

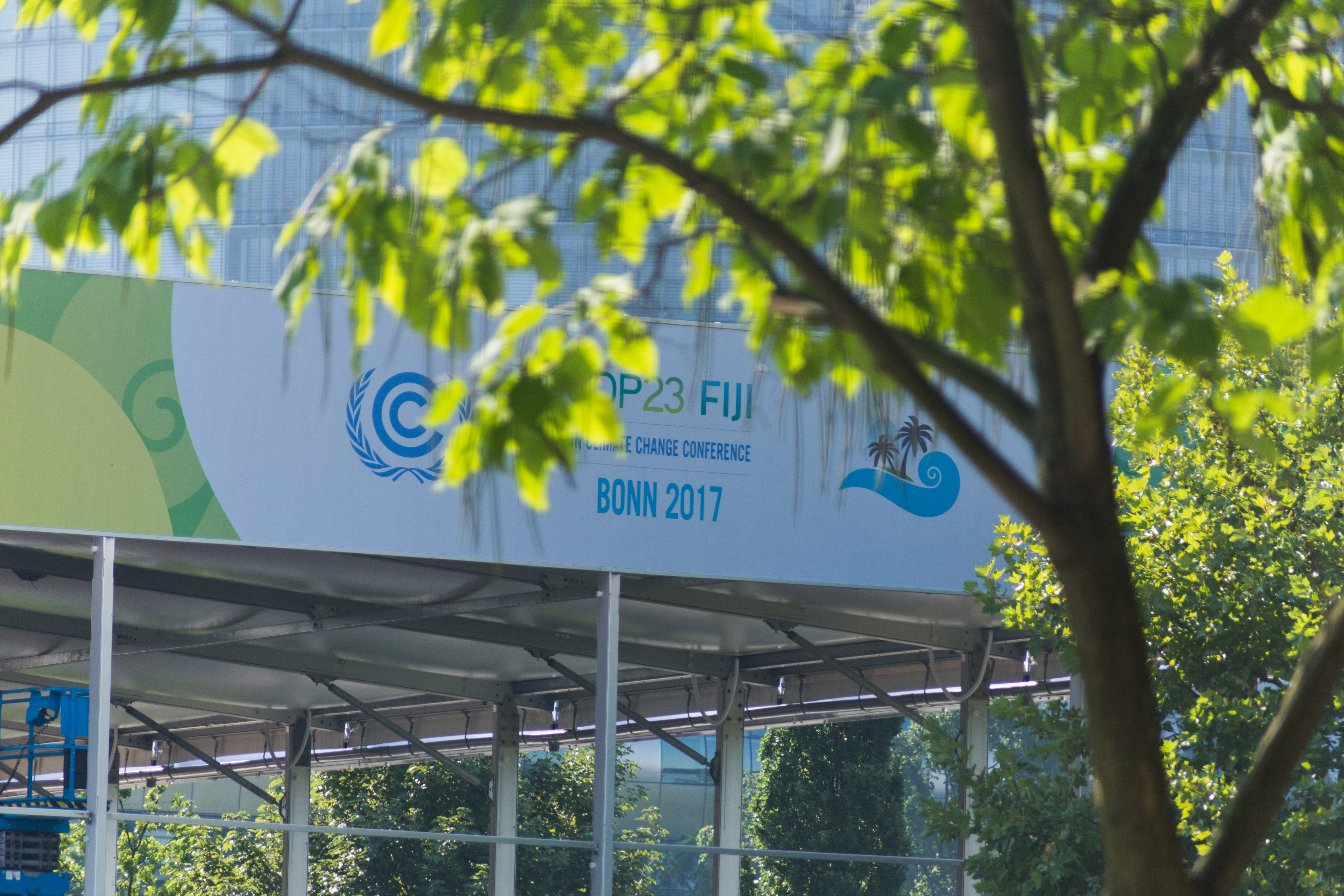
Areál OSN, Bonn

se konala od 6. do 17. listopadu 2017 v Bonnu. Předsedalo jí ale Fidži. Tamní premiér a nadcházející prezident COP 23 Frank Bainimarama představil 13. dubna její logo. Současně s COP se konalo druhé zasedání prvního setkání stran Pařížské dohody.

## 2018: 24. konference COP/CMP 14/CMA 1-3, Katovice, Polsko
Konala se ve dnech 3. až 14. prosince 2018 v polských Katovicích.
Vize polské vlády pro předsednictví uvedla, že organizování COP 24 poskytne příležitost přesvědčit ostatní země, že Polsko nebrání procesu řešení změny klimatu a je jedním z vůdců tohoto procesu.

## 2019: SB50, Bonn, Německo
Konference pomocných orgánů UNFCCC byla svolána do Bonnu na dny 17. – 27. června 2019.

## 2019: 25. konference COP/CMP 15 /CMA 2, Madrid, Španělsko
Hlavní článek: Konference OSN o změně klimatu 2019 v Madridu.
25. zasedání Konference smluvních stran UNFCCC bylo naplánováno na 11. až 22. listopadu 2019 v Brazílii. Po svém zvolení prezident Jair Bolsonaro stáhl Brazílii z pořádání akce. (To vedlo k protestům.)
COP 25 se pak měla uskutečnit v Parque Bicentenario Cerrillos v Santiagu de Chile od 2. do 13. prosince, s předkonferenčním obdobím od 26. listopadu do 1. prosince 2019, přičemž se mělo zúčastnit až 25 000 delegátů. V návaznosti na chilské protesty v roce 2019 však chilský prezident Sebastián Piñera oznámil koncem října 2019, že se Chile stáhlo z pořádání summitu. Výkonná sekretářka OSN pro změnu klimatu Patricia Espinosa uvedla, že organizátoři „zkoumají alternativní možnosti hostování“. Potom se nabídlo Španělsko a bylo jmenováno novým hostitelem. Konference se pak konala v Madridu 2.až 15. prosince 2019.

## 2020: Konference odložena (Covid-19)
Dvacátá šestá konference byla naplánovaná od 9. do 19. listopadu 2020 v Glasgowě, ve Velké Británii. Kvůli pandemii covidu-19 byla přeložena na blíže nespecifické datum v roce 2021.

## 2021: 26. konference COP/CMP 16/CMA 3, Glasgow, Velká Británie
Tato 26. konference, známá také jako COP26, se konala ve skotském Glasgow za předsednictví Velké Británie. Ač původně plánovaná na rok 2020, z důvodu pandemie covidu se konala 31. října až 12. listopadu 2021.
Na této konferenci strany plánovaly se poprvé od zasedání COP21 zavázat k ambicóznějším cílům. Strany jsou totiž vázány rozhodnutím Pařížské dohody iniciovat každých pět let proces, známý hovorově jako „ráčnový mechanismus“.

## 2022: 27. konference COP/CMP17/CMA 4, Šarm aš-Šajch, Egypt
Konference se konala pod předsednictvím Egypta, České republice připadla role země vyjednávací za Evropskou unii, a to díky českému předsednictví v Radě EU. České předsednictví bylo při vyjednáváních vázáno především dvěma dokumenty schválenými na Radě ministrů EU pro životní prostředí (ENVI) a na Radě evropských ministrů financí (ECOFIN).

## 2023: 28. konference COP/CMP18/CMA 5, Dubaj, Saúdská Arábie
COP 28 se koná na výstavišti Expo City Dubai ve Spojených arabských emirátech od 30. listopadu do 12. prosince 2023.

## 2024: 29. konference COP/CMP19/CMA 6, Baku, Ázerbájdžán
Česká republika zvažovalo kandidaturu na pořádání konference, později však pořádání vzdalo. Bulharsko rovněž vyjádřilo přání hostit konferenci COP 29, přičemž prezident Rumen Radev představil kandidaturu Bulharska na pořádání konference v roce 2024. Během bonnského zasedání o změně klimatu v květnu 2023 Ázerbájdžán a Arménie rovněž oznámily svůj zájem o pořádání konference COP 29. Skupina pro východní Evropu má kvůli ruské invazi na Ukrajinu potíže s identifikací potenciálního hostitele.
Poté, co Bulharsko a Arménie své kandidatury na pořádání, bylo pořádání přiděleno Ázerbájdžánu, hostitelské město bude Baku.
Na konferenci zazněla kritika, že fond pro financování klimatických ztrát a škod neposkytuje prostředky formou grantů, ale ve formě vysoce úročených půjček, což je problém pro rozvojové země, které tato pomoc vede k zadlužování. Oxfam označuje tuto formu pomoci jako Ponziho schéma.

## 2025: 30. konference COP/CMP20/CMA 7, Belém, Brazílie
V roce 2022 zvolený prezident Lula během svého projevu na konferenci COP 27 uvedl, že bude usilovat o to, aby se Brazílie stala hostitelem konference COP 30 v roce 2025, a bude usilovat o to, aby se místo konání konalo v jednom z amazonských států země (většina z nich se nachází v severní oblasti), nikoli v lidnatější pobřežní oblasti.  Bylo by to poprvé, co by Brazílie, která je domovem 60 % amazonského deštného pralesa, největšího nedotčeného pralesa na světě, hostila tuto událost.  Dne 11. ledna 2023 prezident Lula a ministerstvo zahraničních věcí oznámili, že brazilským kandidátem na pořádání akce je město Belém ve státě Pará.  Dne 26. května 2023 bylo uvedeno, že regionální skupina OSN pro Latinskou Ameriku podpořila město vybrané jako hostitel konference COP 30, což bylo poprvé pro město v amazonském regionu.
Nabídka bude muset být předložena a schválena na konferenci COP 29.

## 2026: 31. konference COP/CMP21/CMA 8, Austrálie a Oceánie, místo bude upřesněno
V roce 2022 Austrálie oznámila plány hostit COP 31 spolu se svými tichomořskými ostrovními sousedy a diskutovala o tom na Fóru tichomořských ostrovů.
V listopadu 2022 turecký ministr životního prostředí, urbanizace a změny klimatu Murat Kurum oznámil kandidaturu Turecka na pořádání konference COP 31.  V srpnu 2023 Turecko odstoupilo od pořádání summitu OSN o biologické rozmanitosti COP 16 v roce 2024.
Jakákoli nabídka na pořádání COP 31 bude muset být nejprve schválena skupinou pro západní Evropu a ostatní a teprve poté předložena a schválena na COP 30.